# Epigrypa bispinosus
Epigrypa bispinosus är en insektsart som först beskrevs av Morgan Hebard 1924.  Epigrypa bispinosus ingår i släktet Epigrypa och familjen Proscopiidae. Inga underarter finns listade i Catalogue of Life.